# Andy Carroll
Andrew Thomas Carroll (Gateshead, Inglaterra, 6 de enero de 1989), más conocido como Andy Carroll, es un futbolista británico. Juega de delantero en el Dagenham & Redbridge F. C. de la National League South. Además, fue internacional con la selección de Inglaterra.
Comenzó su carrera profesional con el Newcastle United en 2006, para luego pasar un breve periodo a préstamo en el Preston North End, durante ese periodo él anotó su primer gol de liga. Se ganó un lugar en la titularidad del Newcastle en 2008, y fue parte del descenso de equipo a la Championship en 2009, anotó 17 goles en 39 partidos para el Newcastle, que terminó primero en la clasificación y subió a la primera categoría inmediatamente. Continuó jugando para el Newcastle en la Premier League, anotando 11 goles en 19 encuentros.
Firmó por el Liverpool el 31 de enero de 2011 por £35 millones, para ese entonces el fichaje más caro de un futbolista británico. Carroll llegó a reemplazar a Fernando Torres, quien se fue del Liverpool al Chelsea en el mismo día por £50 millones. Una lesión sufrida en diciembre retrasó su debut con el Liverpool hasta marzo del 2011, y anotó sus primeros dos goles para el club en abril de 2011 en la victoria por 3-0 sobre el Manchester City F. C.. En agosto de 2012, el Liverpool aceptó £2 millones para que Carroll pasara una temporada de préstamo en el West Ham, club que luego en junio de 2013 ficharía al jugador por £15 millones.
Entre 2010 y 2012, jugó nueve encuentros para Inglaterra, anotando dos goles, incluyendo uno en la Eurocopa 2012.

## Trayectoria

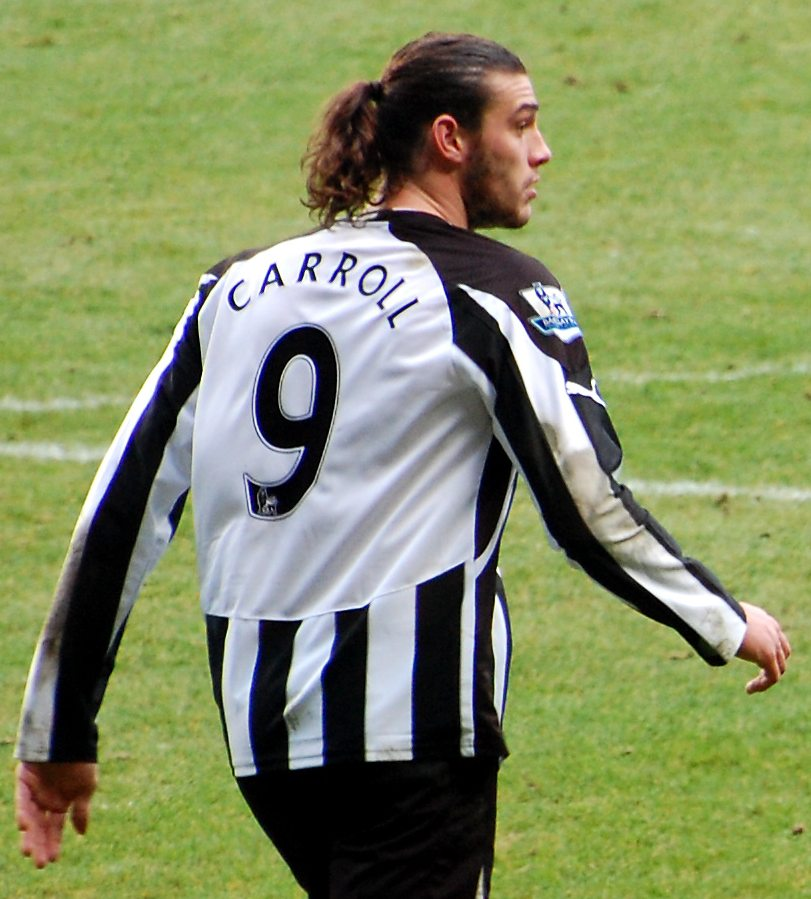
Andy Carroll con el Newcastle United en 2010.

### Newcastle United
Carroll, un ocasional goleador de las reservas del Newcastle, firmó su primer contrato profesional con el club en julio de 2006. Debutó con el club el 2 de noviembre de 2006 a la edad de 17 años y 300 días, en la victoria por 1-0 sobre el Palermo en la Liga Europa de la UEFA, entrando por Nolberto Solano. Con esto, se volvió en el jugador más joven en representar al Newcastle en torneos europeo.
Debutó en la FA Cup el 17 de enero de 2007, entrando en los últimos 10 minutos en la derrota de local ante el Birmingham City por 5-1. Su primer partido en la Premier League con el Newcastle llegó el 25 de febrero de 2007, entró al minuto 87 en la derrota por la mínima ante el Wigan Athletic.
Durante la temporada 2007-08, el 29 de julio de 2007, Carroll anotó en un amistoso contra la Juventus, que el Newcastle ganó por 2-0. Luego del encuentro, Carroll fue elogiado por el portero Gianluigi Buffon, quien dijo que Carroll tenía un futuro brillante.

### Preston North End
El 14 de agosto de 2007, Carroll se fue a préstamo por seis meses al Preston North End, y debutó el mismo día contra el Morecambe en la Copa de la Liga. Carroll fue expulsado en el encuentro contra el Scunthorpe United el 18 de septiembre. Anotó su primer gol profesional en la Championship contra el Leicester City el 6 de noviembre.

### De vuelta al Newcastle United
Carrol anotó su primer gol para el Newcastle, de cabeza, contra el West Ham United el 10 de enero de 2009, en el empate por 2-2. Firmó un nuevo contrato por tres años y medio para el club del norte el 12 de marzo de 2009.
Con el Newcastle en la Championship para la temporada 2009-10, y las bajas de los delanteros Michael Owen, Mark Viduka y Obafemi Martins, Carroll hizo dupla con Shola Ameobi en el ataque del Newcastle en el comienzo de la temporada. Su primer gol en la Championship llegó el 16 de septiembre de 2009 contra el Blackpool de cabeza. Para 2010, Carroll jugó la mayoría de los encuentros, jugando junto al nuevo delantero del club Peter Løvenkrands. Ambos delanteros anotaron más de la mitad de los goles del club en 2010. Carroll terminó la temporada como goleador del equipo, con 19 goles en todas las competencias, 17 de estos en la liga.
Para la temporada 2010-11 a Carroll se le asignó el dorsal 9, un número con gran significado para los seguidores del Newcastle, que fue usado en el pasado por Jackie Milburn, Malcolm Macdonald y Alan Shearer. Carrol anotó su primera tripleta contra el Aston Villa, en la victoria por 6-0 el 22 de agosto de 2010 en la Premier League. Fue el capitán del equipo por primera vez el 3 de octubre de 2010, cuando entró por Kevin Nolan contra el Manchester City. Firmó un nuevo contrato con el club por cinco años en octubre de 2010.

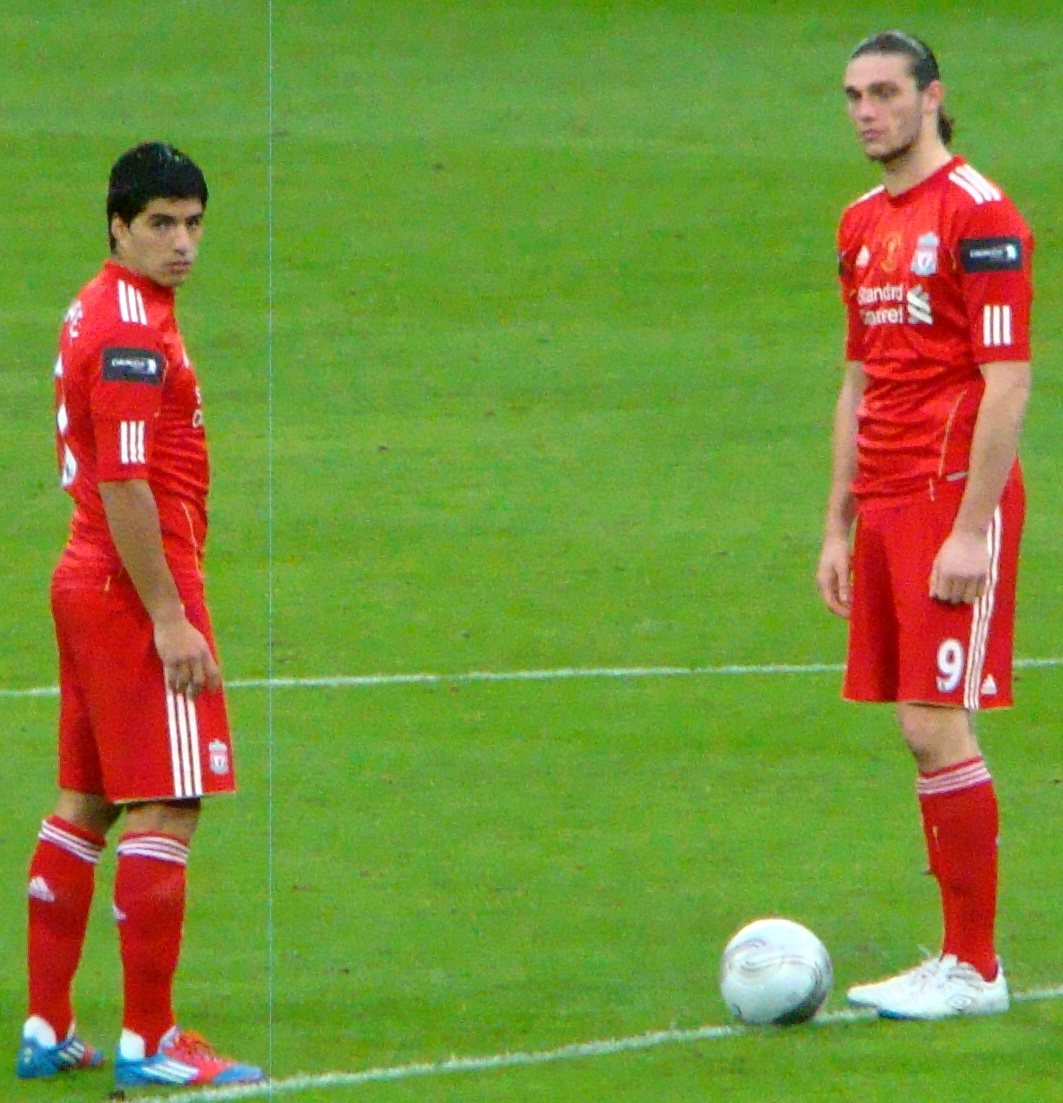
Luis Suárez y Andy Carroll en el Liverpool en 2012.

### Liverpool
El 31 de enero de 2011, el Liverpool ofreció £30 millones por Carroll, pero la oferta fue rechazada. El Newcastle luego aceptaría £35 millones por el jugador, y la transferencia fue completada horas antes del término del periodo de fichajes.
El Liverpool confirmó que Carrol usaría el dorsal 9, que anteriormente era usado por Fernando Torres, quien dejó Anfield para ir al Chelsea por £50 millones. La transferencia puso a Carroll en el octavo puesto de las transferencias más costosas para la época, y además la más costosa para un futbolista británico. Al momento de llegar a Liverpool, Carroll acarreó una lesión desde su tiempo con el Newcastle.
Carroll debutó con el Liverpool como sustituto en la victoria por 3-1 ante el Manchester United el 6 de marzo de 2011. El 11 de abril, Carroll anotó sus primeros goles para el Liverpool en la victoria por 3-0 frente al Manchester City en Anfield, el primero un tiro de larga distancia y el segundo de cabeza. Jugó más encuentros en la temporada, pero no anotó más goles.
Para la temporada 2011-12, registró 47 apariciones en todas las competencias, donde anotó 9 goles, muchos de estos de cabeza. El 26 de febrero, ganó su primer trofeo con el Liverpool, cuando derrotaron al Cardiff City en la final de la Copa de la liga. Uno de sus recordados goles de cabeza fue el 14 de abril, en los últimos minutos del encuentro en la victoria por 2-1 ante el Everton en las semifinales de la FA Cup en Wembley, llevando al Liverpool a la final en su encuentro número 50 con el club. Carroll describió su gol de la victoria como "la mejor sensación", su compañero Jamie Carragher dijo que el gol "vale £35 millones por sí mismo" y que Carroll "lo recordará por siempre". Él además anotó en la final que el Liverpool perdió 2-1 contra el Chelsea.
Para la temporada 2012-13, se acordó que Carroll pasara a préstamo al West Ham United de la Premier League, club que volvía a la primera categoría esa temporada.

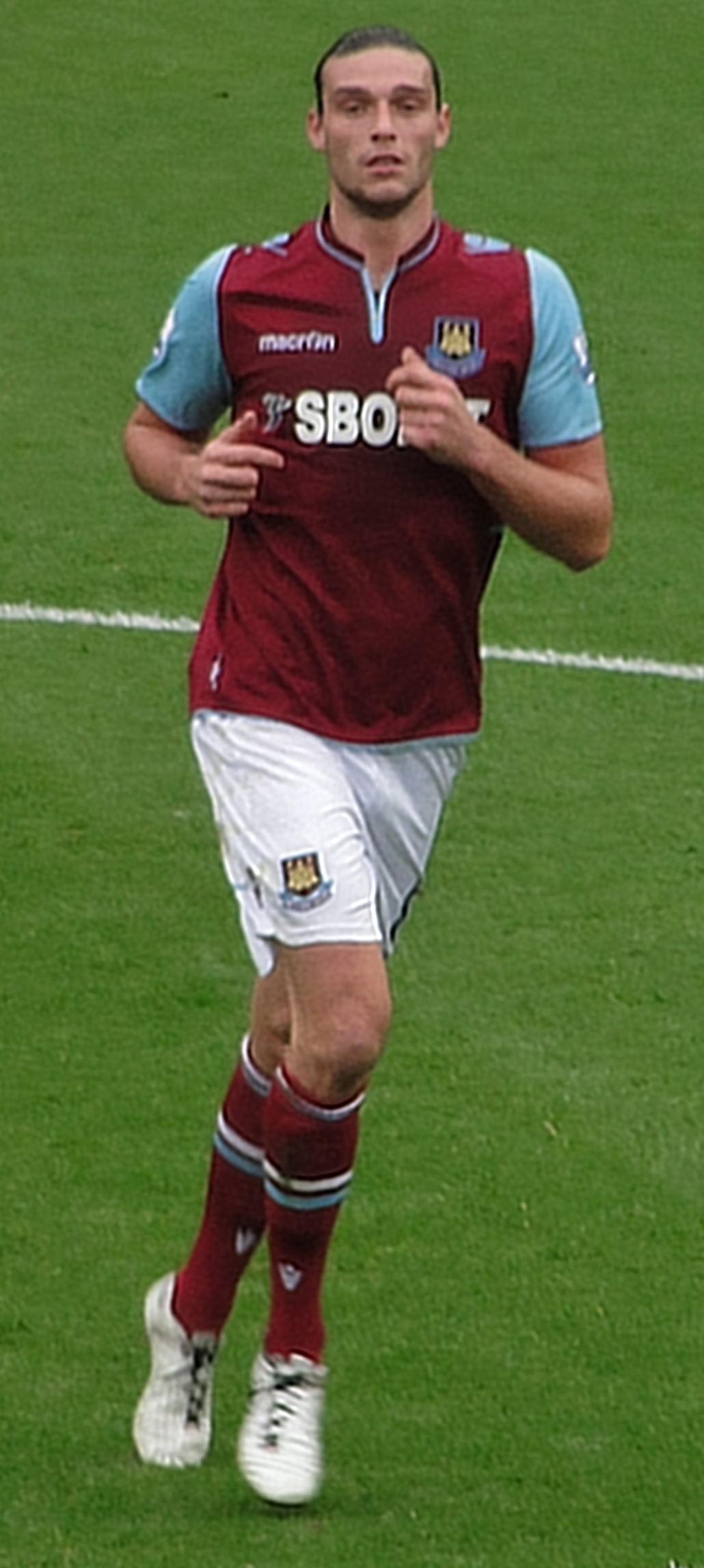
Carroll con el West Ham en 2012.

### West Ham United
Carroll llegó a préstamo al West Ham United el 30 de agosto de 2012 por toda la temporada. Debutó con el club el 1 de septiembre en la victoria por 2-0 en casa ante el Fulham. Anotó su primer gol para los Hammers el 25 de noviembre de 2012, en la derrota de visita por 3-1 frente al Tottenham Hotspur. Luego de una lesión que comenzó en noviembre, Carroll volvió a anotar en la victoria en casa por 1-0 ante el Swansea City el 2 de febrero de 2013. Carroll terminó su préstamo en el West Ham con siete goles en 24 encuentros.
Para la temporada 2013-14 el 19 de junio de 2013 Carroll fichó por el West Ham United por £15 millones, récord de transferencia para el club en ese momento, firmó un contrato por seis años. Carroll comenzó la nueva temporada con una lesión que arrastró desde el último encuentro de la temporada anterior. Volvió a las canchas el 12 de enero de 2014, cuando entró al minuto 72 en la victoria por 2-0 frente al Cardiff, asistiendo a Mark Noble para el segundo gol del West Ham. El 31 de marzo, fue nombrado jugador del partido por Sky Sports, por su desempeño en la victoria por 2-1 ante el Sunderland en el Stadium of Light, donde Carroll registró un gol y una asistencia. Carroll terminó la temporada 2013-14 con dos goles en 18 encuentros.
Durante el tour de la pretemporada 2014-15 en Nueva Zelanda, Carroll sufrió una lesión de ligamento en el tobillo, que lo dejó fuera de las 10 primeras jornadas de la Premier League. Carroll regresó al equipo el 8 de noviembre de 2014, entrando por Mark Noble en el empate a cero de local contra el Aston Villa. El 7 de diciembre de 2014, anotó sus primeros dos goles de la temporada, contra el Swansea en la victoria por 3-1 de local. El 20 de diciembre, Carroll anotó su gol número 50 de su carrera en la Liga, en el 2-0 del West Ham sobre el Leicester.
El 11 de febrero de 2015, Carroll fue sustituido en el segundo tiempo del empate a cero frente al Southampton con un dolor en el ligamento de la rodilla. Dos días después, el sitio web del West Ham anunció que Carroll sería sometido a cirugía y se esperaba que se perdiera el resto de la temporada 2014-15.
Carroll regresó al primer equipo el 14 de septiembre de 2015 para la temporada 2015-16, donde entró al minuto 88 por Víctor Moses en la victoria en casa por 2-0 ante el club que lo formó, el Newcastle United. El 24 de octubre, Carroll anotó un gol después de nueve meses, marcó el gol de la victoria ante el Chelsea en Upton Park. Luego de muchos partidos jugados sin anotar, Carroll sufrió una lesión en la ingle mientras entrenaba con el West Ham el 7 de diciembre, quedando fuera por unas semanas. Regresó a las canchas como sustituto en la victoria por 2-1 ante el Southampton, Carroll anotó el gol de la victoria de cabeza luego de que el disparo de Michail Antonio rebotara en el travesaño. El 2 de enero de 2016, Carroll fue titular en la victoria del West Ham contra su anterior club, el Liverpool, donde ganaron por 2-0 con Carroll anotando de cabeza luego de un centro de Mark Noble. El 9 de abril, marcaría una tripleta en el empate 3-3 ante el Arsenal.
En la temporada 2016-17, en el encuentro por los play off de la Liga Europa de la UEFA contra el Astra Giurgiu, entró al minuto 63 pero sufrió una lesión en la rodilla, que lo mantuvo fuera de las canchas por tres meses. Regresó el 3 de diciembre, en la derrota por 5-1 de local ante el Arsenal, donde entró al minuto 73 y anotó el único gol del West Ham en el encuentro. El 14 de enero de 2017, Carroll anotó el que admite "el mejor gol que ha marcado" de chilena en la victoria por 3-0 ante el Crystal Palace en el Estadio de Londres. El gol fue nombrado el "gol del mes de enero" por la Premier League el 10 de febrero.
El 1 de abril Carroll marcó su gol número 50 en la Premier League, en la derrota por 2-1 ante el Hull City, donde fue capitán del West Ham United por primera vez. El 15 de abril de 2017, Carroll sufrió una lesión inguinal que lo mantuvo fuera de las canchas por el resto de la temporada, volvió a estar en forma el 10 de septiembre de 2017, para la temporada 2017-18. El 2 de enero de 2018 marcó los dos goles en la victoria del West Ham frente al West Bromwich. Pero, nuevamente, sufrió una lesión en la rodilla que lo mantuvo fuera de las canchas por 99 días.
Para comienzos de la temporada 2018-19, con el nuevo entrenador de West Ham United Manuel Pellegrini, tuvo que someterse a una cirugía de tobillo que lo tendría fuera de las canchas en el inicio de la temporada. Regresaría de su lesión en diciembre de 2018. Dejó el club al término de la temporada 2018-19.

### Regreso al Newcastle
Tras acabar contrato con el West Ham United el 30 de junio de 2019 y haber permanecido en la entidad londinense durante siete años, el 8 de agosto de 2019 se confirmó su regreso al Newcastle United, club donde comenzó su carrera como profesional. Firmó un contrato de un año con opción a otro, siendo anunciado su fichaje minutos antes de que se cerrara el mercado. Tras esas dos temporadas puso fin a su segunda etapa en el club.

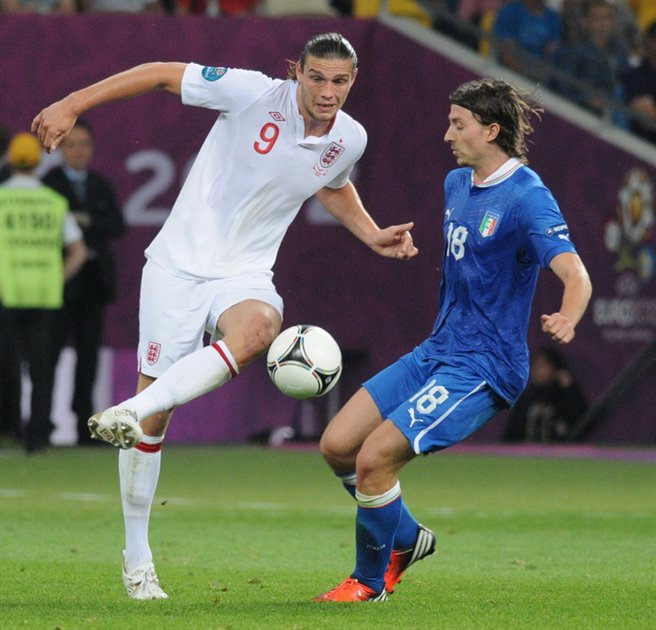
Andy Carroll con en la Eurocopa 2012.

### Últimos años
El 15 de noviembre de 2021 firmó con el Reading F. C. por dos meses con la opción de prorrogar su contrato hasta final de temporada. Esto no sucedió y, dos semanas después de haber quedado libre, se marchó al West Bromwich Albion F. C. hasta la finalización de la campaña. Tras esta quedó libre y en septiembre de 2022 regresó a Reading hasta enero. Llegado ese momento acordó continuar hasta 2024, aunque acabó por marcharse a finales de agosto al activar una cláusula incluida en su contrato. Entonces decidió probar suerte fuera de Inglaterra y se incorporó al Amiens S. C. francés. Con ellos marcó cuatro goles en 35 partidos y en septiembre de 2024 fichó por el F. C. Girondins de Burdeos.
Tras un par de años en Francia, el 12 de julio de 2025 se unió al Dagenham & Redbridge F. C., que en ese momento competía en la sexta categoría del fútbol inglés, con un contrato por tres temporadas.

## Selección nacional

### Categorías menores
El 11 de septiembre de 2007 debutó con la sub-19 de Inglaterra contra Bielorrusia, anotando en la victoria por 4-0. El 12 de marzo de 2009, fue llamado por la sub-20 de Inglaterra para un encuentro contra Italia, pero fue reemplazado en el equipo por Hal Robson-Kanu.
Carroll recibió su primera convocatoria con la sub-21 de Inglaterra el 5 de agosto de 2009. Debutó el 11 de agosto de 2009 ante Países Bajos, entrando en el segundo tiempo. En su siguiente encuentro con la sub-21, el 9 de octubre de 2009 contra la similar de Macedonia, realizó dos goles y una asistencia para que Inglaterra ganara el encuentro por 6-3.

### Selección absoluta
Debutó con Inglaterra el 17 de noviembre de 2010, en un amistoso frente a Francia.
Marcó su primer gol con Inglaterra el 29 de marzo de 2011, en un amistoso contra Ghana que terminó 1-1.
Carroll fue convocado por el técnico Roy Hodgson para disputar la Eurocopa 2012 con la selección inglesa. En dicho certamen participó en tres de los cuatro partidos que disputó su selección, marcando un gol a Suecia.

#### Participaciones en Eurocopas
| Copa          | Sede            | Resultado        | Partidos | Goles |
| ------------- | --------------- | ---------------- | -------- | ----- |
| Eurocopa 2012 | Polonia Ucrania | Cuartos de final | 3        | 1     |

### Partidos y goles internacionales
Actualizado hasta el 12 de octubre de 2012.
| Partidos y goles internacionales |                 |                                |            |                     |            |                                                              |       |
| #                                | Fecha           | Estadio                        | Local      | Resultado           | Visita     | Competición                                                  | Goles |
| -------------------------------- | --------------- | ------------------------------ | ---------- | ------------------- | ---------- | ------------------------------------------------------------ | ----- |
| 2010                             |                 |                                |            |                     |            |                                                              |       |
| 1                                | 17 de noviembre | Estadio de Wembley, Inglaterra | Inglaterra | 1 – 2               | Francia    | Amistoso                                                     |       |
| 2011                             |                 |                                |            |                     |            |                                                              |       |
| 2                                | 29 de marzo     | Estadio de Wembley, Londres    | Inglaterra | 1 – 1               | Ghana      | Amistoso                                                     |       |
| 3                                | 6 de septiembre | Estadio de Wembley, Londres    | Inglaterra | 1 – 0               | Gales      | Clasificación para la Eurocopa 2012                          |       |
| 2012                             |                 |                                |            |                     |            |                                                              |       |
| 4                                | 26 de mayo      | Ullevål Stadion, Oslo          | Noruega    | 0 – 1               | Inglaterra | Amistoso                                                     |       |
| 5                                | 15 de junio     | Estadio Olímpico de Kiev, Kiev | Suecia     | 2 - 3               | Inglaterra | Eurocopa 2012                                                |       |
| 6                                | 19 de junio     | Donbass Arena, Donetsk         | Inglaterra | 1 - 0               | Ucrania    | Eurocopa 2012                                                |       |
| 7                                | 24 de junio     | Estadio Olímpico de Kiev, Kiev | Inglaterra | 0 - 0 (2-4 penales) | Italia     | Eurocopa 2012                                                |       |
| 8                                | 15 de agosto    | Stade de Suisse, Berna         | Italia     | 1 - 2               | Inglaterra | Amistoso                                                     |       |
| 9                                | 12 de octubre   | Estadio de Wembley, Londres    | Inglaterra | 5 - 0               | San Marino | Clasificación de UEFA para la Copa Mundial de Fútbol de 2014 |       |

## Estadísticas

### Clubes
Actualizado al 23 de abril de 2022.
| Newcastle United Inglaterra                 | 1.ª           | 2006-07       | 4   | 0  | 1  | 0 | 0  | 0 | 2 | 0 | 7   | 0  |
| Newcastle United Inglaterra                 | 1.ª           | 2007-08       | 4   | 0  | 2  | 0 | -  | - | - | - | 6   | 0  |
| Newcastle United Inglaterra                 | 1.ª           | 2008-09       | 14  | 3  | 2  | 0 | 0  | 0 | - | - | 16  | 3  |
| Newcastle United Inglaterra                 | 2.ª           | 2009-10       | 39  | 17 | 3  | 2 | 0  | 0 | - | - | 42  | 19 |
| Newcastle United Inglaterra                 | 1.ª           | 2010-11       | 19  | 11 | 0  | 0 | 1  | 0 | - | - | 20  | 11 |
| Newcastle United Inglaterra                 | Total club    | Total club    | 80  | 31 | 8  | 2 | 1  | 0 | 2 | 0 | 91  | 33 |
| Preston North End (Préstamo) Inglaterra     | 2.ª           | 2007-08       | 11  | 1  | -  | - | 1  | 0 | - | - | 12  | 1  |
| Preston North End (Préstamo) Inglaterra     | Total club    | Total club    | 11  | 1  | -  | - | 1  | 0 | - | - | 12  | 1  |
| Liverpool FC Inglaterra                     | 1.ª           | 2010-11       | 7   | 2  | -  | - | -  | - | 2 | 0 | 9   | 2  |
| Liverpool FC Inglaterra                     | 1.ª           | 2011-12       | 35  | 4  | 6  | 4 | 6  | 1 | - | - | 47  | 9  |
| Liverpool FC Inglaterra                     | 1.ª           | 2012-13       | 2   | 0  | -  | - | -  | - | 0 | 0 | 2   | 0  |
| Liverpool FC Inglaterra                     | Total club    | Total club    | 44  | 6  | 6  | 4 | 6  | 1 | 2 | 0 | 58  | 11 |
| West Ham United Inglaterra                  | 1.ª           | 2012-13       | 24  | 7  | 0  | 0 | 0  | 0 | - | - | 24  | 7  |
| West Ham United Inglaterra                  | 1.ª           | 2013-14       | 15  | 2  | 0  | 0 | 1  | 0 | - | - | 16  | 2  |
| West Ham United Inglaterra                  | 1.ª           | 2014-15       | 14  | 5  | 2  | 0 | 0  | 0 | - | - | 16  | 5  |
| West Ham United Inglaterra                  | 1.ª           | 2015-16       | 27  | 9  | 4  | 0 | 1  | 0 | 0 | 0 | 32  | 9  |
| West Ham United Inglaterra                  | 1.ª           | 2016-17       | 18  | 7  | 1  | 0 | 0  | 0 | 3 | 0 | 22  | 7  |
| West Ham United Inglaterra                  | 1.ª           | 2017-18       | 16  | 3  | 0  | 0 | 2  | 0 | - | - | 18  | 3  |
| West Ham United Inglaterra                  | 1.ª           | 2018-19       | 12  | 0  | 2  | 1 | 0  | 0 | - | - | 14  | 1  |
| West Ham United Inglaterra                  | Total club    | Total club    | 126 | 33 | 9  | 1 | 4  | 0 | 3 | 0 | 142 | 34 |
| Newcastle United Inglaterra                 | 1.ª           | 2019-20       | 19  | 0  | 2  | 0 | 0  | 0 | 0 | 0 | 21  | 0  |
| Newcastle United Inglaterra                 | 1.ª           | 2020-21       | 18  | 1  | 1  | 0 | 3  | 0 | - | - | 22  | 1  |
| Newcastle United Inglaterra                 | Total club    | Total club    | 37  | 1  | 3  | 0 | 3  | 0 | 0 | 0 | 43  | 1  |
| Reading Inglaterra                          | 2.ª           | 2021-22       | 8   | 2  | 0  | 0 | 0  | 0 | - | - | 8   | 2  |
| Reading Inglaterra                          | Total club    | Total club    | 8   | 2  | 0  | 0 | 0  | 0 | 0 | 0 | 8   | 2  |
| West Bromwich Albion Inglaterra             | 2.ª           | 2021-22       | 15  | 3  | -  | - | 0  | 0 | - | - | 15  | 3  |
| West Bromwich Albion Inglaterra             | Total club    | Total club    | 15  | 3  | 0  | 0 | 0  | 0 | 0 | 0 | 15  | 3  |
| Total carrera                               | Total carrera | Total carrera | 319 | 77 | 26 | 7 | 15 | 1 | 7 | 0 | 367 | 85 |
| (1) Incluye datos de Liga Europa de la UEFA |               |               |     |    |    |   |    |   |   |   |     |    |

### Internacional
Al último partido jugado el 12 de octubre de 2012.
| Selección  | Año   | PJ | G |
| ---------- | ----- | -- | - |
| Inglaterra | 2010  | 1  | 0 |
| Inglaterra | 2011  | 2  | 1 |
| Inglaterra | 2012  | 6  | 1 |
| Total      | Total | 9  | 2 |

### Hat-tricks
| 1 | 22 de agosto de 2010 | St James' Park | Newcastle United - Aston Villa |  | 6 - 0 | Premier League 2010-11 |
| 2 | 9 de abril de 2016   | Upton Park     | West Ham United - Arsenal      |  | 3 - 3 | Premier League 2015-16 |

## Palmarés

### Títulos nacionales
| Título           | Club                   | País       | Año  |
| ---------------- | ---------------------- | ---------- | ---- |
| EFL Championship | Newcastle United F. C. | Inglaterra | 2010 |
| Copa de la Liga  | Liverpool F. C.        | Inglaterra | 2012 |